# Star Wars: Droids
Star Wars: Droids (en España Star Wars Droids y en Hispanoamérica Star Wars: Los androides) es una serie de dibujos animados cuyos protagonistas son R2-D2 y C-3PO, los únicos personajes de la saga cinematográfica La guerra de las galaxias que aparecen en cada película de la saga. El marco de la historia se sitúa en lugares ficticios creados para la serie, lugares que de este modo han enriquecido el así llamado universo expandido de Star Wars. La serie fue emitida por primera vez en la televisión estadounidense de 1985 a 1986.

## Argumento
Los droides C-3PO y R2-D2 viven diferentes aventuras a medida que, progresivamente a lo largo de los episodios de la serie, van siendo comprados u obtenidos por diferentes propietarios.

## El Gran Heep
En el año en que acababa la primera emisión de Star Wars: Droids, en 1986, la televisión estadounidense emitió también un spin-off de la serie, un especial televisivo en dos partes, a modo de telefilm de animación, titulado The Great Heep. La versión doblada al español y comercializada en VHS fue titulada El Gran Heep. El Gran Heep es, en este especial televisivo, un droide devenido malvado y tiránico. En El Gran Heep, R2-D2 y C-3PO están al servicio de Mungo Baobab, un humano a cuyo servicio ya estaban en uno de los episodios de la serie Star Wars: Droids.